# Ronald Cheng
Ronald Cheng Chung-Kei (n. 9 de marzo de 1972) es un actor de cine y cantante hongkonés.

## Carrera
Originalmente la intención de trabajar por detrás de las escenas como productor, compositor y registro, Cheng hizo pequeños trabajos a lado de su padre (el director de EMI Asia) 's "EMI- Compañía", que incluía en producir copias de seguridad de voces, a la talla de Alan Tam y Priscilla Chan, cuando era más joven. Las clases eran aparentemente eficaz, ya que los productores comenzaron a tomar nota de la voz de Cheng y se firmó un contrato de grabación poco tiempo después. Cheng primero saltó a la fama, dándose a conocer en Taiwán, antes de volver a casa y disfrutar del poco éxito que tuvo en Hong Kong. Sin embargo, su carrera como cantante entró en un período moderado entre los años 2000 y 2003 debido a la infame incidente de su molestia, en la que se ha superado con el paso del tiempo. 
Cheng volvió al mercado del género cantopop en 2003, sin embargo el éxito para él no llegó hasta el 2005, donde grabó su primera canción titulada "無賴" (Rascal), que fue uno de los más apoyados en los Top 10, para luego ser nominados en varios Premios de la cultura musical de Hong Kong, especialmente en "Jade Solid Gold", organizada por la red TVB, donde su canción se hizo más popular en 2005.
Su padre, Norman Cheng (鄭東漢), es presidente y director ejecutivo del sello EMI, antes de formar parte de la división Asia-Pacífico del sello PolyGram Music y luego Universal.

## Discografía
- 1996
  - 左右為難 (In A Dilemma) - Mandarin Album
  - 別愛我 (Don't Love Me) - Mandarin Album
- 1997
  - 情深 (Deep Love) - Cantonese Album
  - 最愛的人不是你 (You Are Not My Dearest Lover) - Mandarin EP
  - 絕口不提！愛你 (Don't Say! Love You) - Mandarin Album
  - 戒情人 (Abstain From Love) - Mandarin Album
- 1998
  - 時間 人物 地點 (Time, People, Place) - Mandarin / Cantonese New + Best Selections
  - 敵人 (Enemy) - Mandarin Album
- 1999
  - 我真的可以 (I Really Can) - Mandarin Album
  - One More Time - Cantonese Album
- 2000
  - 聲聲愛你 (Sounds Love You) - Mandarin New + Best Selections
  - 緣份無邊界 (Love Without Borderline) - Cantonese Compilation
  - 真朋友 (True Friend) - Mandarin Album
- 2002
  - Encore - Mandarin New + Best Selections
- 2003
  - 唔該， 救救我 (Please Help!!!) - Cantonese Album
  - 唔該， 救救我 “火紅火熱”版 (Please Help!!! - 2 AVCD Version) - Cantonese Album
- 2005
  - Before After - Cantonese Album
- 2006
  - 正宗K (Karaoke Cheng)[1] - Cantonese / Mandarin New + Best Selections
  - 鄭中基演唱會二零零六 (Ronald Cheng Live in Concert 2006) - Cantonese / Mandarin Live Album
- 2008
  - 怪胎 (Freak) - Mandarin New + Best Selections

## Filmografía

### Películas
| Año  | Título                                         | Personaje                                        | Notas                                  |
| ---- | ---------------------------------------------- | ------------------------------------------------ | -------------------------------------- |
| 1997 | A Chinese Ghost Story: The Tsui Hark Animation | Siu Lan-fu                                       | voice only                             |
| 2000 | Twelve Nights                                  | Johnny                                           |                                        |
| 2001 | Blue Moon                                      | Fai                                              |                                        |
| 2001 | Bullets of Love                                | Ma                                               |                                        |
| 2001 | Dance of a Dream                               | Yip Wai-shih                                     |                                        |
| 2002 | Interactive Murders                            | JASH / Lam Wan-san                               |                                        |
| 2002 | My Wife Is 18                                  | Bruce                                            |                                        |
| 2002 | Market's Romance                               | Chicky Keung                                     |                                        |
| 2003 | My Lucky Star                                  | Crab Duen / Guard Duen                           |                                        |
| 2003 | Give Them a Chance                             | Disco triad boss                                 | aka Give Me a Chance                   |
| 2003 | Dragon Loaded 2003                             | Dragon                                           |                                        |
| 2003 | Golden Chicken 2                               | Mr. Chan                                         |                                        |
| 2004 | Super Model                                    | Mandam Fung Yan-bing                             |                                        |
| 2004 | Hidden Heroes                                  | Ho Yoiji                                         |                                        |
| 2004 | My Sweetie                                     | owner of Lo's office lift                        | cameo                                  |
| 2005 | Himalaya Singh                                 | Singh                                            |                                        |
| 2005 | Dragon Reloaded                                | Dragon                                           |                                        |
| 2006 | McDull, the Alumni                             | marketing head / musical instruments sal         |                                        |
| 2006 | Undercover Hidden Dragon                       | Fat Chai (Sunny Sun) / Wind To                   |                                        |
| 2006 | Fatal Contact                                  | Captain Chan Shing                               |                                        |
| 2006 | Mr. 3 Minutes                                  | Scott Chung                                      |                                        |
| 2007 | It's a Wonderful Life                          | Thunder God / Ray Ban                            | also director and writer               |
| 2007 | Dancing Lion                                   | lion dancer                                      |                                        |
| 2007 | Mr. Cinema                                     | Zhou Chong                                       |                                        |
| 2007 | Ratatouille                                    | Remy (voice, HK version)                         |                                        |
| 2008 | La Lingerie                                    | Lucas                                            |                                        |
| 2008 | Legendary Assassin                             | Uncle Zhi                                        | aka Wolf Fang                          |
| 2009 | All's Well, Ends Well 2009                     | Yu Bo                                            |                                        |
| 2009 | Kung Fu Cyborg                                 | Xiao Jiang                                       | aka Kungfu Cyborg: Metallic Attraction |
| 2010 | All's Well, Ends Well 2010                     | General Mak Bing-wing                            |                                        |
| 2010 | Just Another Pandora's Box                     | Qing Yise / Zhao Yun / Zhang Ziyi's transvestite |                                        |
| 2011 | All's Well, Ends Well 2011                     | Delivery Boy                                     |                                        |
| 2011 | Treasure Hunt                                  |                                                  |                                        |
| 2012 | All's Well, Ends Well 2012                     |                                                  |                                        |
| 2012 | Marry a Perfect Man                            |                                                  |                                        |
| 2012 | The Four                                       |                                                  |                                        |
| 2012 | Vulgaria                                       |                                                  |                                        |
| 2012 | McDull - Pork of Music                         |                                                  |                                        |
| 2012 | Love Is... Pyjamas                             |                                                  |                                        |
| 2013 | Hotel Deluxe                                   |                                                  |                                        |
| 2013 | Princess and the Seven Kung Fu Masters         |                                                  |                                        |
| 2013 | Special ID                                     | Captain Cheung                                   |                                        |
| 2013 | The Four II                                    |                                                  |                                        |
| 2014 | Hello Babies                                   |                                                  |                                        |
| 2014 | Golden Chicken 3                               |                                                  |                                        |
| 2014 | Just Another Margin                            |                                                  |                                        |
| 2014 | The Truth About Beauty                         |                                                  |                                        |
| 2014 | The Four III                                   |                                                  |                                        |
| 2014 | La Tele de Vampire                             |                                                  |                                        |
| 2014 | The Seventh Lie                                |                                                  |                                        |
| 2015 | Secret Treasure                                |                                                  | also director                          |
| 2015 | Full Strike                                    |                                                  |                                        |

### TV series
| Año  | Título                | Personaje      | Notas      |
| ---- | --------------------- | -------------- | ---------- |
| 2000 | The Sky is the Limit  |                |            |
| 2001 | Colourful Life        | Ching Chi-yung |            |
| 2002 | Slim Chances          | So Bing-man    |            |
| 2003 | Virtues of Harmony II | Chiu Choi      | guest star |

### Programas de variedades
| Año  | Programa      | Notas                 |
| ---- | ------------- | --------------------- |
| 2017 | Go, Fighting! | (ep. 3.03) - invitado |